# The Song Remains the Same (canção)
"The Song Remains the Same" é uma canção da banda britânica de rock Led Zeppelin. Contida em seu quinto álbum de estúdio Houses of the Holy, foi lançada como faixa de abertura do álbum em 28 de março de 1973.

## Visão geral
A canção apresenta uma furiosa seção de guitarra multi-faixas de Jimmy Page, tocado em uma Gibson EDS-1275 de dois braços de 12 cordas durante os concertos, e os vocais do cantor Robert Plant. Este é o tributo de Plant à world music, refletindo sua crença de que a música é universal.
A música era originalmente um instrumental que foi-lhe dado título de trabalho "The Overture", antes de Plant acrescentar letras para ela, após o que temporariamente veio a ser conhecida como "The Campaign", antes de a banda estabeleceu o título de "The Song Remains the Same". Em uma entrevista que ele deu a revista Guitar World em 1993, Page discutiu a construção para a canção:
| “ | Ela era para ser originalmente um instrumental - uma abertura que levaria a "The Rain Song". Mas eu acho que Robert tinha planos diferentes. Você sabe, "Isso é muito bom, é melhor arranjar algumas letras - Rápido!" [risos]... Eu tinha todo o material junto no início, e Robert sugeriu que dividíssemos em metade do tempo, no meio. Depois descobrimos que estávamos indo para quebrá-la para baixo, a música se reunia em um dia... Eu sempre tive um gravador de cassetes ao redor. É assim que tanto "The Song Remains the Same" e "Stairway" acabaram surgindo -. partir de pedaços de idéias gravadas. | ” |

As faixa de vocal de Plant foram um pouco acelerados para o lançamento do álbum. Page tocou overdubs com uma Telecaster nesta gravação, e também uma guitarra Rickenbacker de 12 cordas.
A primeira vez que a banda tocou esta canção ao vivo foi em sua turnê pelo Japão, em 1972. Durante o Bootlegs desta turnê fora revelado que a música ainda estava sem um título liquidado, com Plant a introduzindo como "Zep" a partir do show em um estágio em Tóquio. No final de 1972 até 1975, nos shows do Led Zeppelin, "The Song Remains the Same" foi seguida (assim como no álbum original) por direta a ser a introdução de "The Rain Song". Para este arranjo ao vivo, Page empregou sua famosa guitarra Gibson EDS-1275 double-necked. "The Song Remains the Same" seria a música de abertura para a turnê de 1977 nos Estados Unidos e 1.979 concertos, antes de ser retirada do set list para a turnê européia de 1980. A canção também foi tocada na apresentação de reunião do Led Zeppelin na O2 Arena, Londres, em 10 de dezembro de 2007.
"The Song Remains the Same" foi destaque no filme-concerto e da trilha sonora do Led Zeppelin, em 1976, com imagens do vocalista Robert Plant em seqüência de fantasia. O título da canção foi usada como o título do filme e do álbum.

## Formato e faixas
1973 7" single (Tailândia: Atlantic TK769 ST-H)
- A.  "The Song Remains the Same" (Page, Plant) 5:30
- B1. "The Ocean" (Bonham, Jones, Page, Plant) 4:31
- B2. "Dancing Days" (Page, Plant) 3:43

## Créditos
- Robert Plant - vocal
- Jimmy Page - guitarra elétrica
- John Paul Jones - baixo elétrico
- John Bonham - bateria

## Ligações Externas
- «Página oficial do Led Zeppelin» (em inglês)